# Ascocentrum ampullaceum
Ascocentrum ampullaceum är en orkidéart som först beskrevs av William Roxburgh, och fick sitt nu gällande namn av Rudolf Schlechter. Ascocentrum ampullaceum ingår i släktet Ascocentrum och familjen orkidéer. Inga underarter finns listade i Catalogue of Life.

## Bildgalleri

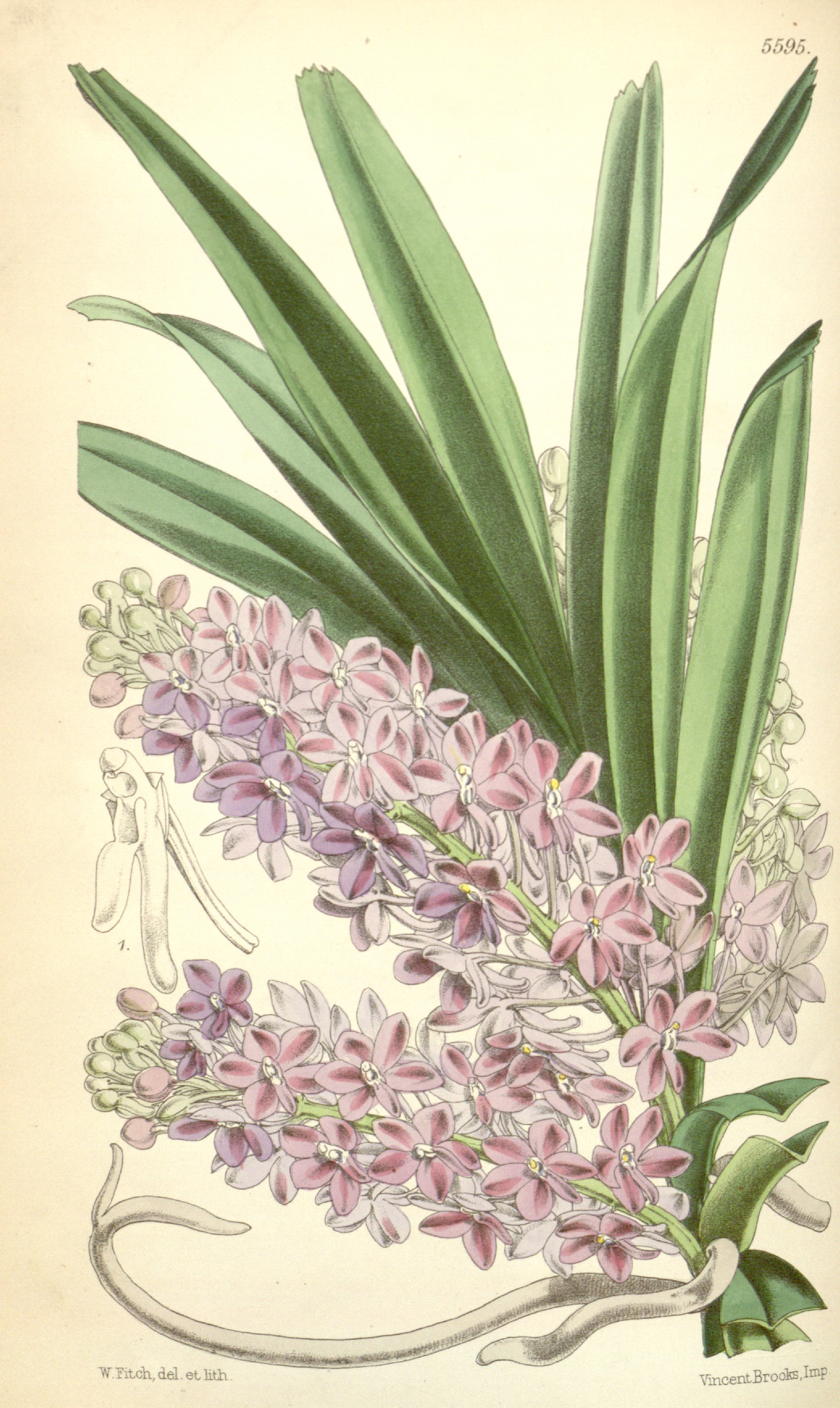